# Buk (gromada)
Buk (do 31 XII 1971 Wielka Wieś) – dawna gromada, czyli najmniejsza jednostka podziału terytorialnego Polskiej Rzeczypospolitej Ludowej w latach 1954–1972.
Gromady, z gromadzkimi radami narodowymi (GRN) jako organami władzy najniższego stopnia na wsi, funkcjonowały od reformy reorganizującej administrację wiejską przeprowadzonej jesienią 1954 do momentu ich zniesienia z dniem 1 stycznia 1973, tym samym wypierając organizację gminną w latach 1954–1972.
Gromadę Buk z siedzibą GRN w mieście Buku (nie wchodzącym w skład gromady) utworzono 1 stycznia 1972 w powiecie nowotomyskim w woj. poznańskim w związku z przeniesieniem siedziby GRN gromady Wielka Wieś z Wielkiej Wsi do Buku i zmianą nazwy jednostki na gromada Buk.
Gromada przetrwała jeden rok, do końca 1972 roku, czyli do kolejnej reformy gminnej. 1 stycznia 1973 w powiecie nowotomyskim reaktywowano zniesioną w 1954 roku gminę Buk.